# Mir-1B

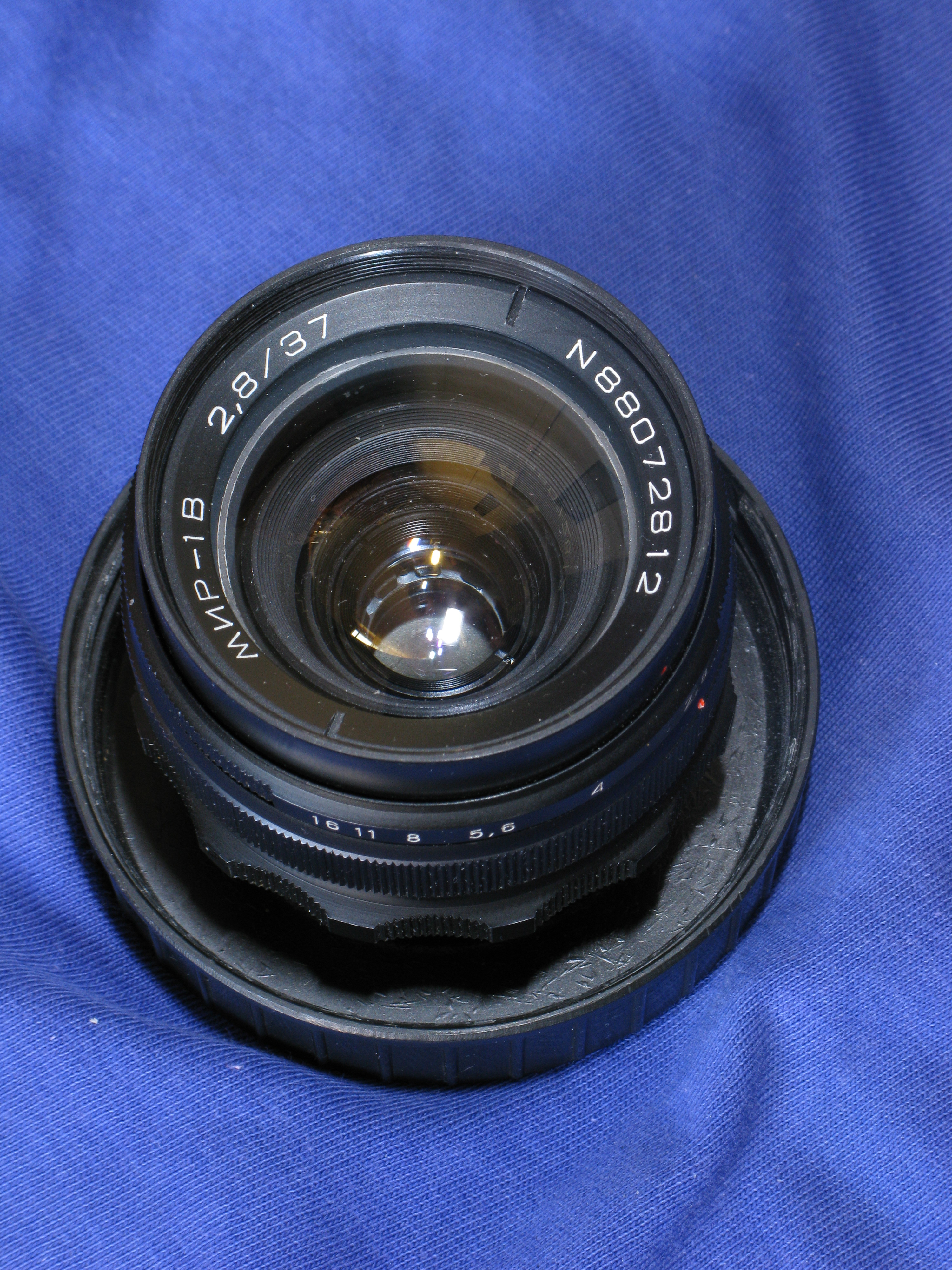
Vista frontal de l'objectiu Mir-1B 37mm f2,8

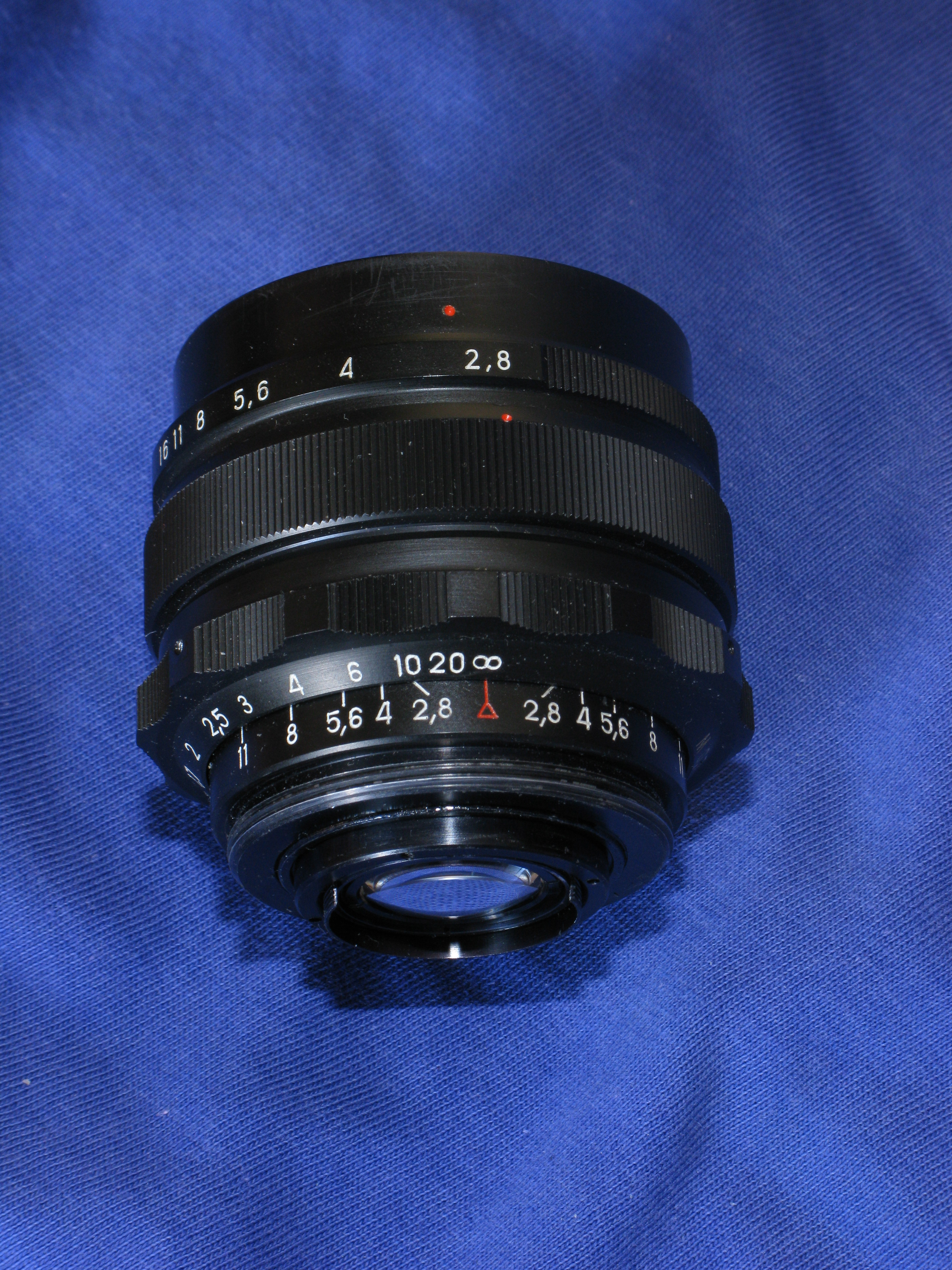
Vista posterior de l'objectiu Mir-1B 37mm f2,8

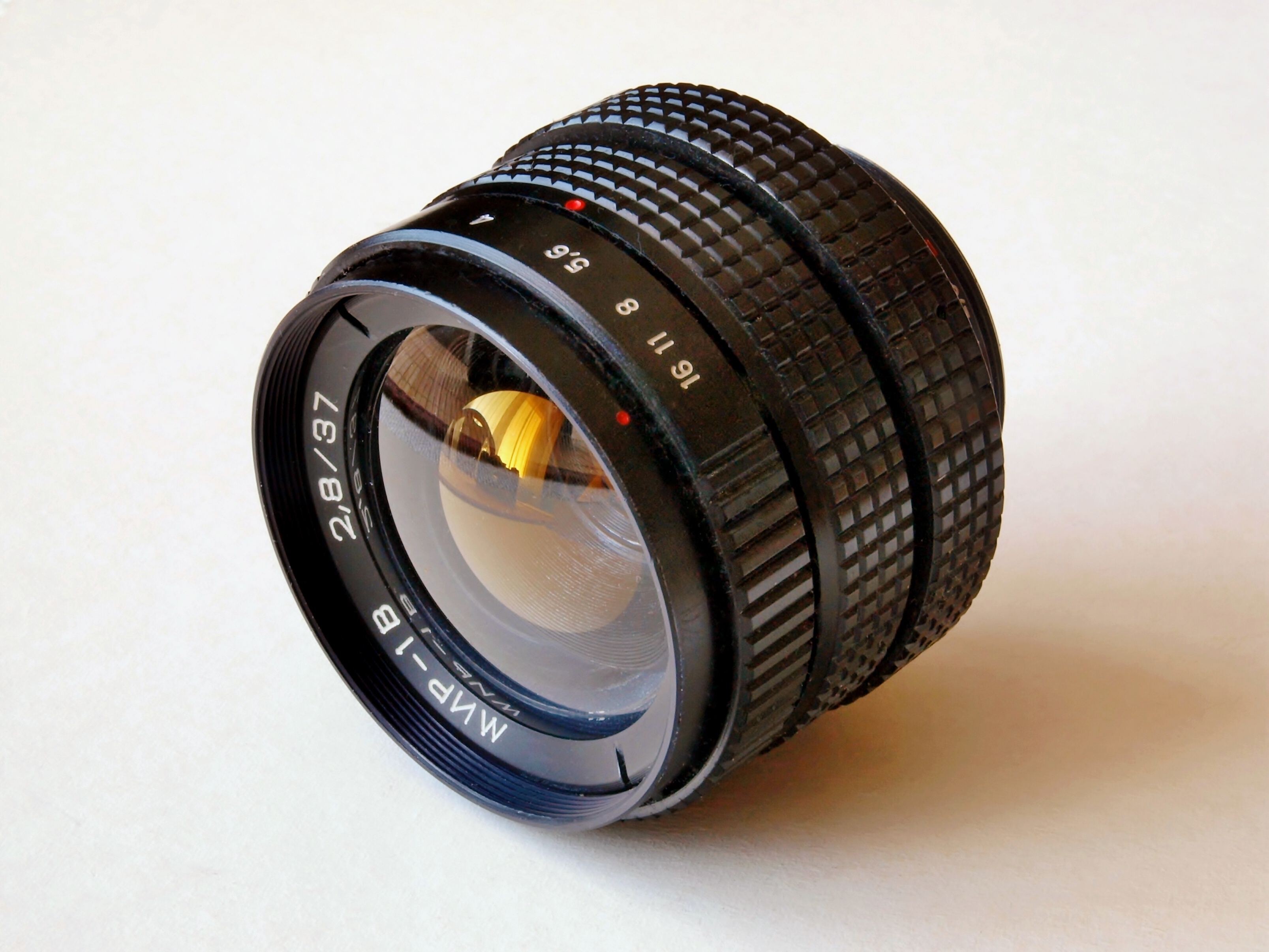
Mir 1W 2,8/37mm

El Mir-1B (en rus Мир-1B) és un objectiu gran angular soviètic fabricat en diverses plantes des de 1954, de 37mm i f2,8, preset, recobriment simple, de construcció metàl·lica i muntura M39 o M42 que va equipar principalment a les càmeres Zenit. Es presentava en un estoig tipus bombolla de plàstic. El dissenyador D.S. Volosov es va basar en el Zeiss Flektogon d'igual longitud focal i lluminositat. Existeixen unes 6 versions del Mir-1, tres versions molt difoses: una sense pintar externament, una altra pintada de negre i una última d'estil més modernitzat.